# Damòcrit (historiador)
Damòcrit (en llatí Damocritus, en grec antic Δαμύκριτος) fou un historiador grec de data incerta que segons Suides va escriure dues obres, una sobre la formació dels exèrcits i una altra sobre els jueus, dels que deia que veneraven un cap d'ase i que cada set anys sacrificaven als seus déus algun estranger que hagués caigut a les seves mans. Eudòxia li atribueix també Αἰθιοπικην ίστορίαν καὶ άλλα, una història d'Etiòpia.
L'erudit Fabricius va atribuir al famós filòsof Demòcrit d'Abdera les obres de Damòcrit ja mencionades, però més tard es va descobrir que eren d'aquest autor.